# Ochrochroma cadoreli
Ochrochroma cadoreli är en fjärilsart som beskrevs av De Lajonquiére 1969. Ochrochroma cadoreli ingår i släktet Ochrochroma och familjen ädelspinnare. Inga underarter finns listade i Catalogue of Life.